# Lilijana
Lilijana je žensko osebno ime.

## Izvor imena
Ime Lilijana izvira iz znane rože lílija, latinsko lilium candidum. Iz imena rože dejansko izhaja ime Lilija, medtem ko sta imeni Lilijana in Liljana tvorjenki s sufiksom -ana.

## Različice imena
Liliana, Liana, Lijana, Lili, Lilia, Lilica, Lilija, Lilja, Liljanka, Ljilja, Ljiljana

## Pogostost imena
Po podatkih Statističnega urada Republike Slovenije je bilo na dan 31. decembra 2007 v Sloveniji število ženskih oseb z imenom Lilijana: 1.241. Med vsemi ženskimi imeni pa je ime Lilijana po pogostosti uporabe uvrščeno na 169. mesto.

## Osebni praznik
V koledarju je ime Lilijana zapisano 27. julija (Lilijana, španska mučenka, † 27. julija 852).